# Кауачи

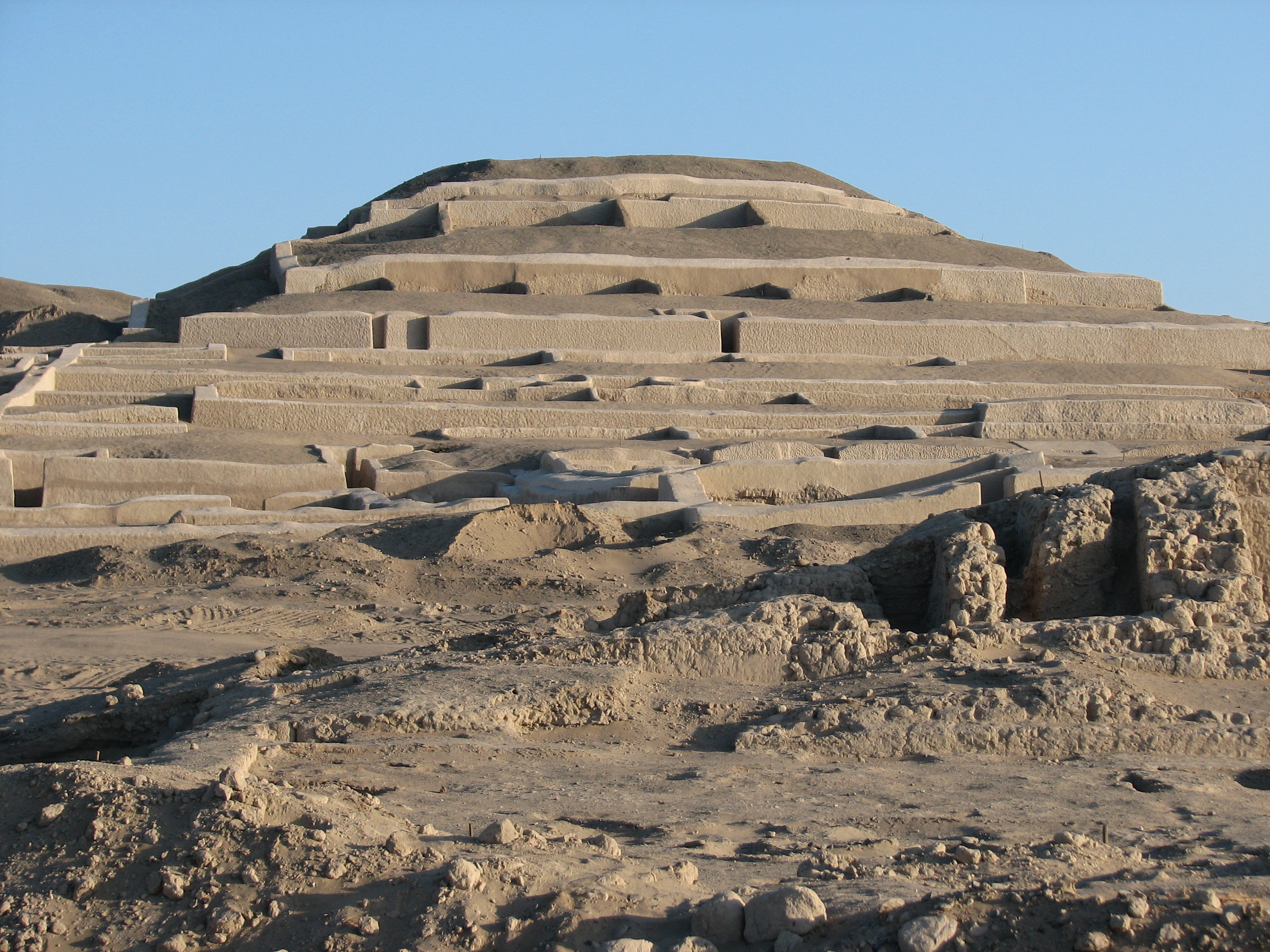
Глинобитная пирамида в Кауачи

Кауа́чи (Cahuachi) — археологический памятник в Перу. Был крупным церемониальным центром культуры Наска и возвышался над гигантскими изображениями в пустыне Наска. Существовал в I — V вв. н. э.
Раскопки Кауачи в течение последних десятилетий ежегодно ведёт итальянский археолог Джузеппе Орефичи. В Кауачи найдено свыше 40 курганов, на вершинах которых расположены глинобитные сооружения. Также данный памятник изучала Элен Сильверман (Helaine Silverman), написавшая о нём книгу.
Постоянное население древнего Кауачи, видимо, было небольшим, место служило церемониальным центром. Археологические раскопки показывают, что Кауачи был местом массового паломничества, видимо, связанного с церемониями. Косвенным свидетельством являются гигантские изображения в пустыне Наска, среди которых встречаются косатка и обезьяны, отсутствующие в данном регионе. Из-за сухого климата находки хорошо сохранились, среди них даже встречаются фрагменты ткани.
В настоящее время[когда?] угрозу для памятника представляют «чёрные археологи» — грабители могил. Большинство погребений вокруг Кауачи до недавнего времени были неизвестны, поэтому они оказались лакомым куском для коллекционеров.